# Friedrich Wilhelm Heinrich von Decker
Friedrich Wilhelm Heinrich Decker, ab 1819 von Decker (* 15. September 1744 in Potsdam; † 14. Juli 1828 in Carlsruhe in Schlesien) war preußischer Offizier und zuletzt im Ranges eines Generalleutnants, Kommandeur der Reitenden Artillerie und Brigadier der brandenburgischen Artillerie-Brigade. Er wurde am 16. September 1819 in den Adelsstand erhoben.

## Leben

### Herkunft
Seine Eltern waren der Feldprobst Johann Christoph Decker (* 13. Januar 1716; † 6. Juli 1757) und dessen Ehefrau Elisabeth von Gayette (* 28. Oktober 1724; † 1782).

### Militärlaufbahn
Er trat am 21. Mai 1763 in das Feldartilleriekorps ein. Dort wurde er am 4. Dezember 1765 Seconde-Lieutenant und nahm als solcher 1778/79 auch am Bayerischen Erbfolgekrieg teil. Am 13. September 1783 wurde er Premier-Lieutenant, am 4. Dezember 1786 Stabshauptmann und am 13. November 1792 dann wirklicher Hauptmann und Kompaniechef. Während des Ersten Koalitionskrieges kämpfte er bei der Kanonade von Valmy, der Schlacht bei Pirmasens und den Gefechten bei Meckenhaim und Trippstadt. Für Valmy erhielt er am 22. September 1792 den Pour le Mérite. Am 22. September 1795 bekam er noch die Beförderung zum Major.
Am 8. Oktober 1804 wurde er dann zum Oberstleutnant und zum Kommandeur der reitenden Artillerie in Warschau ernannt. 1805 nahm er am Marsch nach Schlesien teil. Im Vierten Koalitionskrieg nahm er an den Kämpfen an der Weichsel teil sowie an der Schlacht bei Preußisch Eylau.
Nach dem verlorenen Krieg und der Neuformation der Armee wurde er am 15. April 1808 zum Chef der Fuß-Garde-Artillerie-Kompanie ernannt. Am 5. Mai 1808 erhielt er noch für Preußisch Eylau den russischen St. Georgs-Orden 4. Klasse und am 19. Mai 1808 die Beförderung zum Oberst mit Patent zum 8. Februar 1807. Am 1. Dezember 1808 wurde er dann mit seinem Adjutanten nach Schlesien abkommandiert. Aber am 21. Februar 1809 wurde er dann zum Kommandeur der Reitenden Artillerie und Brigadier der brandenburgischen Artillerie-Brigade. Am 20. Februar 1813 – im Vorfeld der Befreiungskriege – bekommt er den Befehl, sollte die Armee marschieren, das Kommando über die in Schlesien zurückbleibenden Artillerie-Kompanien übernehmen. Am 16. Mai 1813 wurde er zu seinem 50-jährigen Dienstjubiläum auch zum Generalmajor befördert und ab dem 27. Juli 1813 erhielt er 3000 Taler Gehalt. Nach dem Krieg erhielt er am 9. März 1815 das Eiserne Kreuz 2. Klasse am weißen Bande. Am 12. April 1815 erhielt er seinen Abschied mit dem Charakter eines Generalleutnants. Am 3. Juni 1815 wurde seine Pension auf 1500 Taler festgesetzt. Für seine Verdienste wurde er dann am 16. September 1819 in den Adelsstand erhoben. Er starb dann am 14. Juli 1828 in Carlsruhe in Schlesien.

### Familie
Er heiratete am 23. August 1777 in Berlin Sabiene Sophie Moelter (* 1755; † 9. Februar 1785), eine Tochter des Senators Gottfried Moelter. Aus der Ehe ging ein Sohn hervor.
- Friedrich Karl (* 21. April 1784; † 29. Juni 1844), preußischer Generalmajor ⚭ Amalie von Heydebrandt und der Lasa (* 2. November 1790; † 19. Mai 1864)

Nach dem Tod seiner ersten Frau heiratete er am 4. Juli 1788 in Berlin Susanne Margarete Bernouilly (* 17. August 1770; † 13. März 1807). Aus der Ehe gingen zwei Söhne und zwei Töchter hervor.
- Johann Friedrich Wilhelm (* 26. Mai 1789)
- Adelheid Christine Anna (* 1791; † 25. Juni 1792)
- Heinrich (* 4. Februar 1796)
- Julie Veronika Mathilde (* 22. Juni 1798)

Am 29. August 1808 heiratete er dann in Memel Friederike Johanna Elisabeth Puls (* 15. Juli 1779; † 7. Juli 1825), Witwe des Hauptmanns Koch und Tochter des Tribunalrates Friedrich Wilhelm Puls. Diese Ehe blieb kinderlos.